# DS-U2-I
DS-US-I – seria trzech radzieckich satelitów do badań astronomicznych i jonosferycznych (badania propagacji fal VLF) wyprodukowanych przez ukraińskie zakłady KB Jużnoje (OKB-586). Wyniesione w kosmos rakietą nośną Kosmos-2 (11K63). Stanowiły część dużego programu Dniepropetrowsk Sputnik (DS).
Miały kształt cylindryczny, masę ok. 300 kg. Wyposażone w cztery dwuczęściowe panele ogniw słonecznych.
Powstały 3 egzemplarze satelitów tego typu:
- Kosmos 119 – wystrzelony 24 maja 1966
- Kosmos 142 – wystrzelony 14 lutego 1967
- Kosmos 259 – wystrzelony 14 grudnia 1968

Wszystkie wystrzelono z kosmodromu Kapustin Jar.